# Pedro Pérez Ponce de León
Pedro Pérez Ponce de León (m. c.1280). Noble leonés de la familia Ponce de León, fue hijo del ricohombre Pedro Ponce de Cabrera y de Aldonza Alfonso de León, hija ilegítima de Alfonso IX de León.
Fue comendador mayor de Castilla y trece de la Orden de Santiago, genearca de la Casa de Cabrera de Córdoba, y nieto del rey Alfonso IX de León.

## Orígenes familiares
Fue hijo de Pedro Ponce de Cabrera y de Aldonza Alfonso de León. Por parte paterna era nieto de Ponce Vela de Cabrera, alférez del rey Alfonso IX de León, y de Teresa Rodríguez Girón, y por parte materna era nieto del rey Alfonso IX de León y de una de sus amantes, Aldonza Martínez de Silva.
Fue hermano, entre otros, de Fernán Pérez Ponce de León, señor de la Puebla de Asturias y adelantado mayor de la frontera de Andalucía, y de Ruy Pérez Ponce de León, maestre de la Orden de Calatrava entre 1284 y 1295, y los tres formaron parte de la Corte de su primo carnal, el rey Alfonso X de Castilla.

## Biografía
Se desconoce su fecha de nacimiento. Heredó de su padre, que había sido uno de los principales magnates del reino, numerosos bienes, y en la ciudad de Córdoba tenía casas principales en las colaciones de Santa María, que posteriormente heredaría su hijo Juan Ponce de Cabrera, y en la del Salvador, y también poseyó la villa y el castillo de Garcíez, situados en la actual provincia de Jaén, las Aceñas del Cascajar, los heredamientos de Nublos y la Serna, y los castillos de Ruy Pérez en Peñaflor y del Berrueco en la Puebla del Infante, aunque estos últimos pasaron posteriormente a manos de su hermano Ruy Pérez Ponce de León, maestre de la Orden de Calatrava.

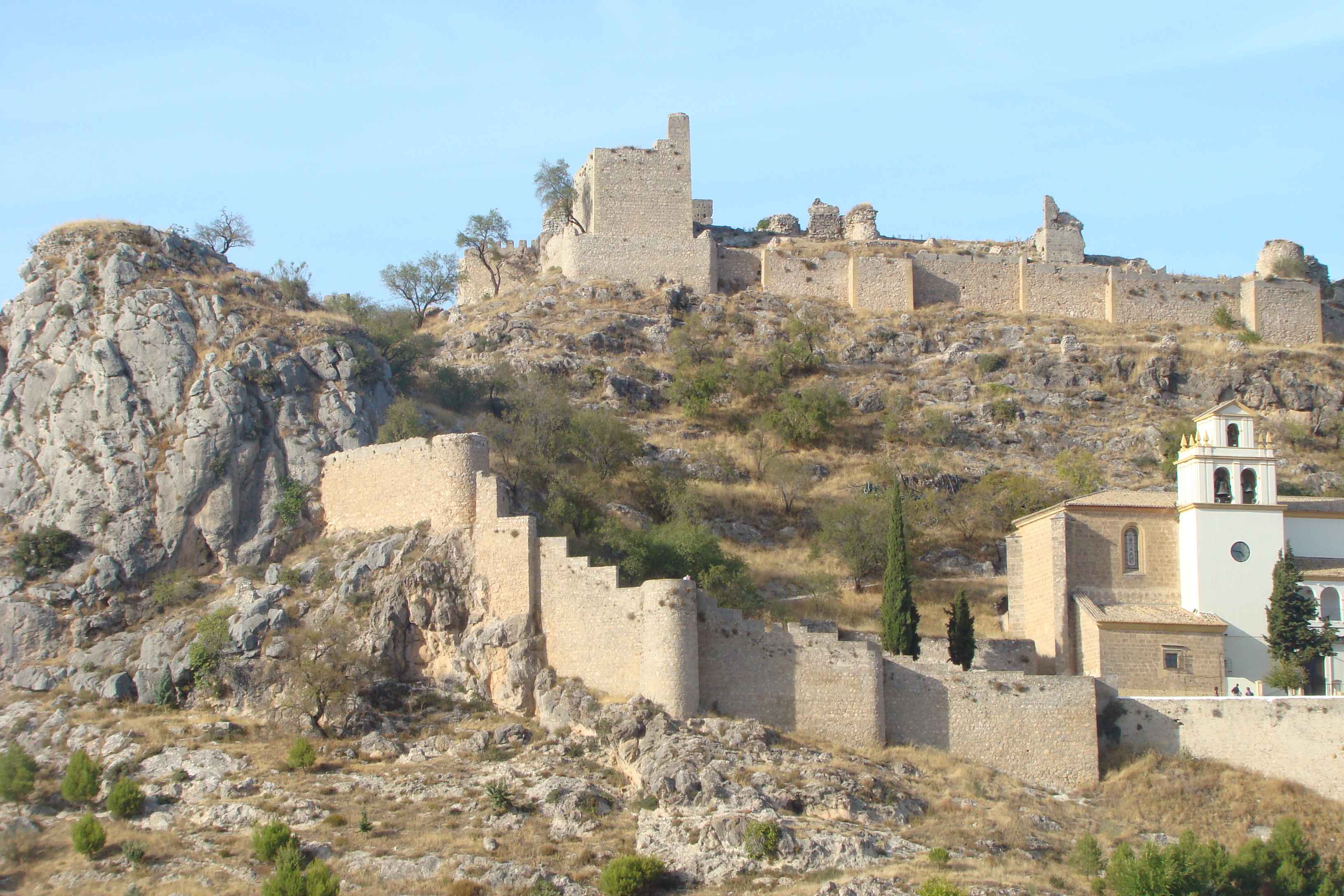
El castillo de Moclín. (Provincia de Granada).

Hay constancia de que en 1258 Pedro Pérez Ponce era regidor o veinticuatro de la ciudad de Córdoba, según consta en un documento expedido el día 22 de septiembre de ese mismo año por el que el concejo cordobés donaba el castellar de Río Anzur o Castillo Anzur al obispado de Córdoba, y que también fue confirmado por los alcaldes mayores Fernando Íñiguez de Cárcamo y Fernando Núñez de Temez, el alguacil mayor Pedro Navarro, y otros caballeros del concejo y regimiento cordobeses.
En 1261 era ya comendador mayor de Castilla en la Orden de Santiago, siendo maestre de la Orden Pelayo Pérez Correa, pues consta que Pedro Pérez Ponce de León dio su consentimiento, junto con el comendador mayor de Alange, Gonzalo Ruiz Girón, para que el infante Manuel de Castilla, hijo de Fernando III de Castilla, y su esposa Constanza de Aragón, que eran familiares de la Orden de Santiago, fundaran una capilla en el monasterio de Uclés para destinarla a su enterramiento y la dotaran con cuatro capellanías, según consta en un documento expedido en Sevilla el 8 de enero de 1261. Y el historiador Juan Luis Carriazo Rubio señaló que el hecho de que Pedro Pérez Ponce alcanzase la dignidad de comendador mayor de Castilla pudo estar relacionado con el hecho de que un tío materno suyo, Pedro Alfonso de León, que fue hijo ilegítimo de Alfonso IX de León, fuera maestre de la Orden de Santiago.
Algunos historiadores señalaron que Pedro Pérez Ponce falleció probablemente en 1280 en la batalla de Moclín, y también señalan que fue sucedido en el cargo de comendador mayor de Castilla en la Orden de Santiago por Diego Muñiz de Godoy, que posteriormente sería maestre de la misma, aunque otros afirman rotundamente que Pedro Pérez Ponce murió en dicha batalla, en la que perdieron la vida más de 2800 hombres, siendo la mayoría de ellos caballeros de la Orden de Santiago, y el propio maestre de la Orden, Gonzalo Ruiz Girón. Y para evitar que la orden desapareciera por causa de dicho desastre, el rey Alfonso X integró en ella a los miembros de la Orden de Santa María de España, y nombró al maestre de esta última, Pedro Núñez, maestre de la de Santiago.

## Matrimonio y descendencia
Contrajo matrimonio con Toda Álvarez de Alagón, hija de Roldán de Alagón y de Sancha de Pallás, con quien tuvo cinco hijos:
- Arias de Cabrera. Algunos autores señalan que contrajo matrimonio con Beatriz Fernández, con quien tuvo tres hijos, pero otros aseguran que los hijos que se le atribuyen fueron en realidad de su hermano, Juan Ponce de Cabrera.[22]
- Juan Ponce de Cabrera (m. 1328), señor de la mitad del castillo de Garcíez, de Cabra y de la Torre de Pajares.[23] Durante la minoría de edad de Alfonso XI de Castilla fue partidario de Don Juan Manuel, y fue ejecutado en Córdoba en 1328 por orden de dicho monarca.[24][25]
- Pedro de Cabrera. Contrajo matrimonio con Leonor González Mesía, con quien tuvo una hija.[22]
- María Ponce de Cabrera, señora de los Cansinos. Contrajo matrimonio con Gonzalo Ruiz de Cabrera,[22] señor de la Alamedilla y Leonis, con quien tuvo dos hijos. Su esposo era hijo de Pedro Ruiz de Cabrera y nieto de Rodrigo Fernández de Valduerna, señor de Cabrera y Ribera,[26][22] y de dicho matrimonio descienden, entre otros, los marqueses de Cullera y duques de Algete, y también los marqueses de Algarinejo y los condes de Luque.[27]
- Toda Pérez Roldán de Cabrera (m. antes de 1314). Contrajo matrimonio con Pedro Díaz Carrillo de Toledo, adelantado de Cazorla y hermano de Gonzalo Díaz Palomeque, arzobispo de Toledo, siendo ambos hijos de Diego Gómez Palomeque y de Teresa Gudiel de Toledo.[27] Y hay constancia de dicho matrimonio por un privilegio otorgado por Fernando IV de Castilla el 15 de junio de 1299 a favor de Pedro Díaz Carrillo, en el que aprobaba su adquisición de la mitad de la Torre de Domingo Peláez, situada en tierras de Jaén.[28]